# Historische Brennerei Rönsahl

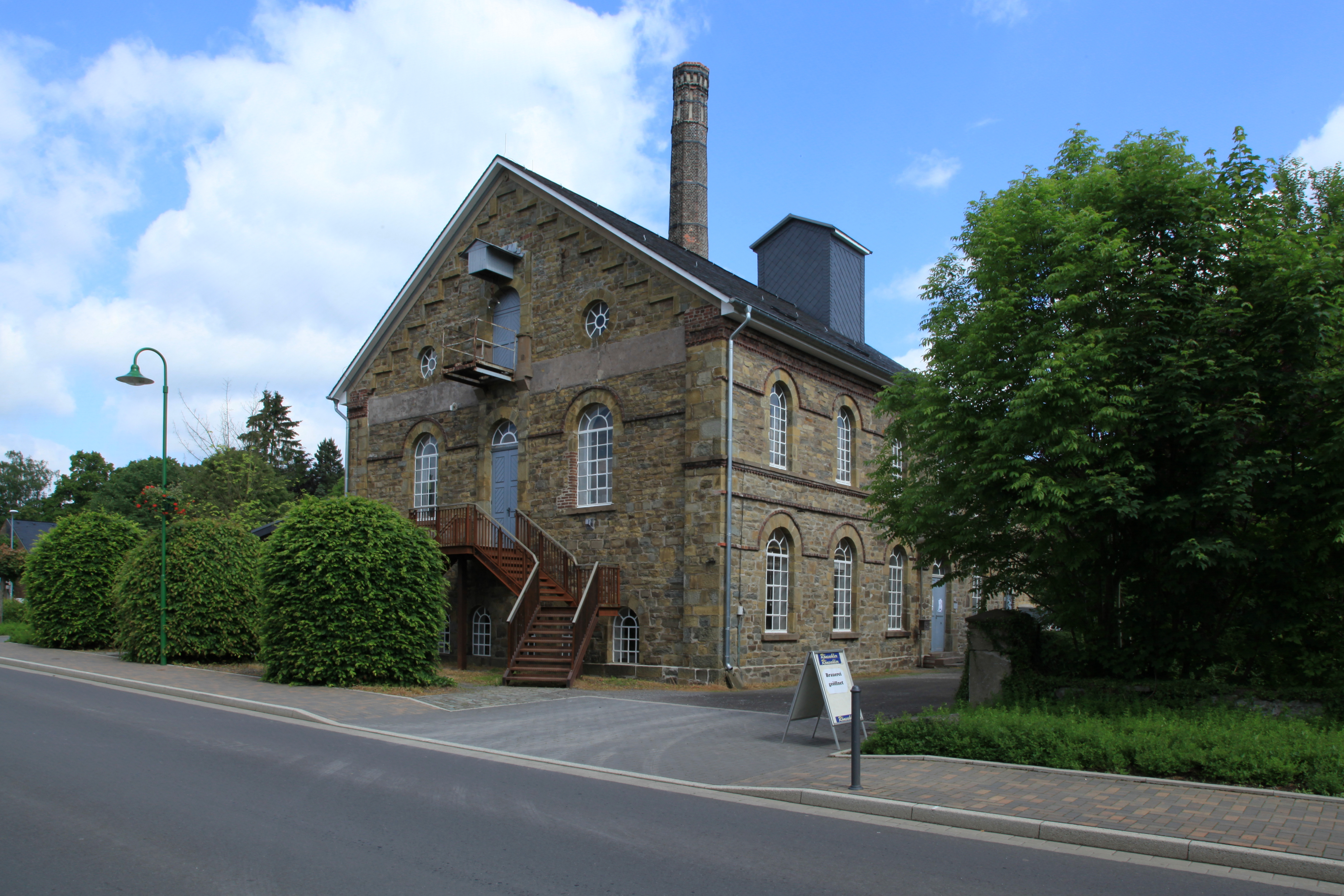
Die Brennerei

Die Historische Brennerei Rönsahl, auch als Ehemalige Brennerei Krugmann bekannt, ist eine als Kultur- und Technikdenkmal unter Schutz gestellte ehemalige Kornbrennerei im Kiersper Ortsteil Rönsahl. In dem Gebäude wird heute das Rönsahler Landbier gebraut.

## Beschreibung

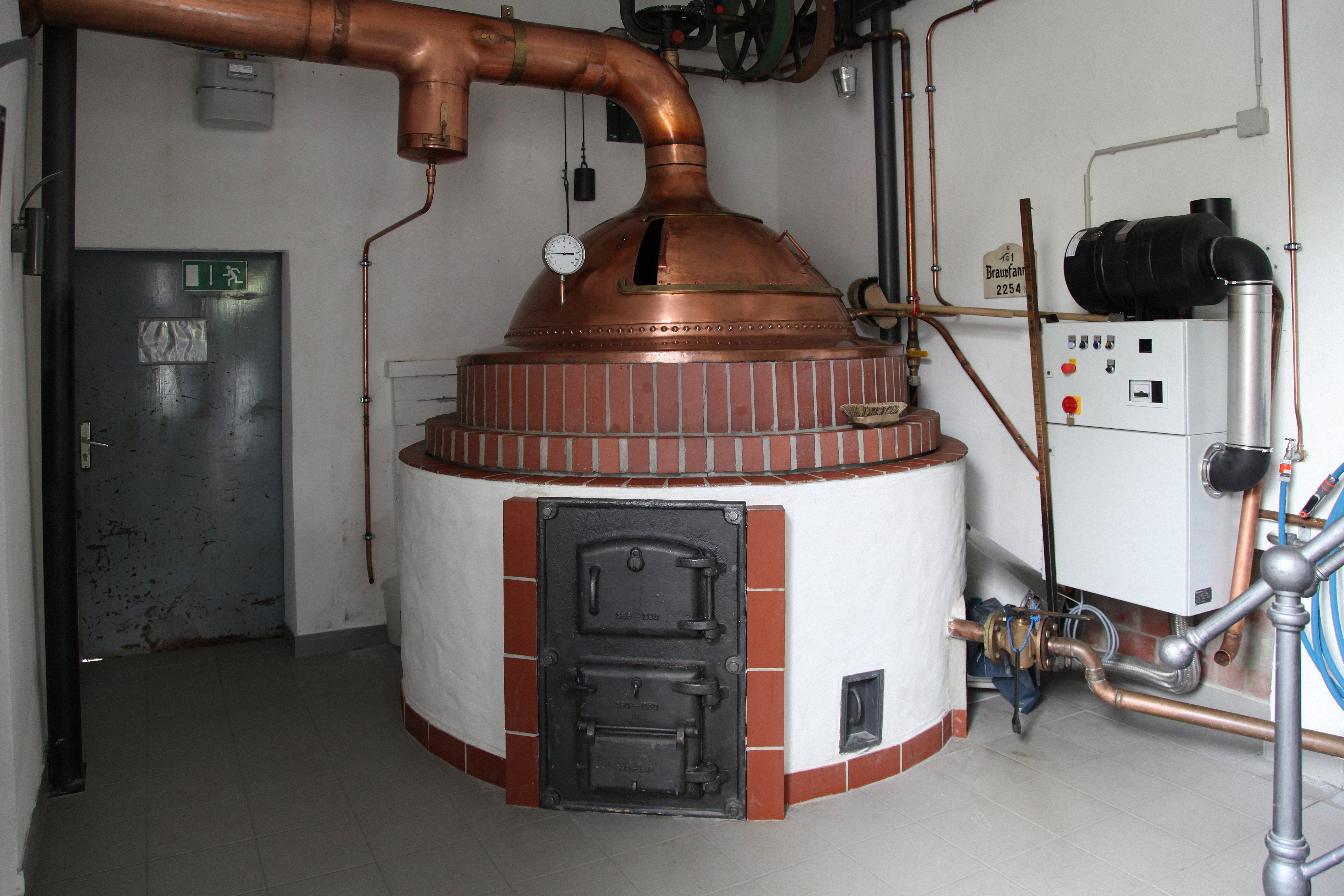
Der Braukessel

In dem spätklassizistischen Gebäude der Brennerei wurde bis zum Jahr 2002 Alkohol aus Weizenkorn destilliert. Es handelt sich um ein massives zweistöckiges Giebelhaus aus Bruch- und Backsteinen mit einem achteckigen, auf quadratischem Bruchsteinsockel gemauerten Schornstein. Das Satteldach ist mit Schiefer bedeckt.

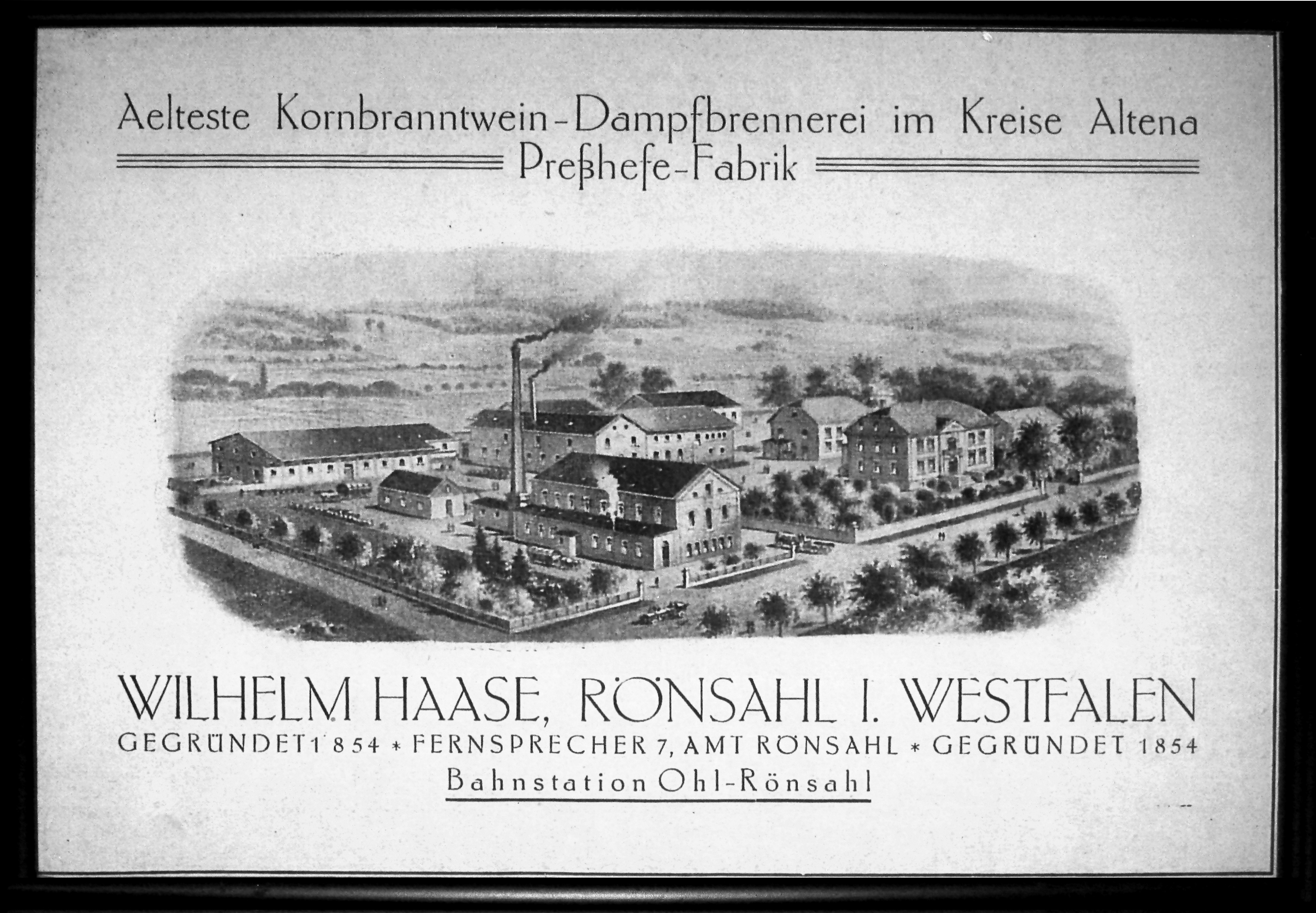
Wilhelm Haase, Rönsahl

Bereits seit 1854 wurde im Ort von dem Landwirt Wilhelm Haase Alkohol hergestellt, der die Brennerei schließlich 1870/71 errichtete und dessen Familie sie bis in die 1950er Jahre betrieb. Sie kam anschließend in den Besitz des Spirituosenherstellers Krugmann aus dem benachbarten Meinerzhagen, der die Fabrik und die dazugehörige Landwirtschaft von Hanna Schröter, geb. Haase, kaufte. Die Firma Krugmann erneuerte verschiedene Anlagenteile, stellte aber bis zuletzt nach den alten Verfahren Alkohol her. 1986 wurde die Brennerei unter Denkmalschutz gestellt.
Nach Einstellung des Brandbetriebs 2002 ging die Anlage in den Privatbesitz des langjährigen Rönsahler Ortsvorstehers und Ortsbürgermeisters Horst Becker über, der sie für einen symbolischen Betrag an den von ihm 2008 mitbegründeten Verein Historische Brennerei Rönsahl e.V. verpachtete.
Der Verein sanierte bzw. erneuerte mit finanzieller Hilfe der Nordrhein-Westfalen-Stiftung in Höhe von 142.000 Euro die Dächer mit Dachrinnen, Fallrohren und Gesimsekästen und den 25 m hohen achteckigen Außenschornstein. Mit Spendengeldern des Vereins richtete dieser das Gebäude zum Großteil in Eigenarbeit her. Die Branntweinherstellung ist zwar fiskalisch untersagt, aber mit Hilfe eines aus Dortmund stammenden Braukessels wird in dem Gebäude das lokal vertriebene Rönsahler Landbier gebraut, das auch vor Ort verkostet werden kann.
Im Obergeschoss wurde ein Veranstaltungsraum eingerichtet, dessen Vermietung an Privatleute oder Nutzung für kulturelle Veranstaltungen der Kostentragung der Anlage dient. Im Untergeschoss werden verschiedene Exponate mit Rönsahler Bezug ausgestellt, darunter auch ein bewegliches Modell von wassergetriebenen Stampf- und Mahlwerken einer der zahlreichen Pulvermühlen aus der Umgebung, die von dem Ort verwaltet wurden.

## Brauerei Rönsahler Landbier

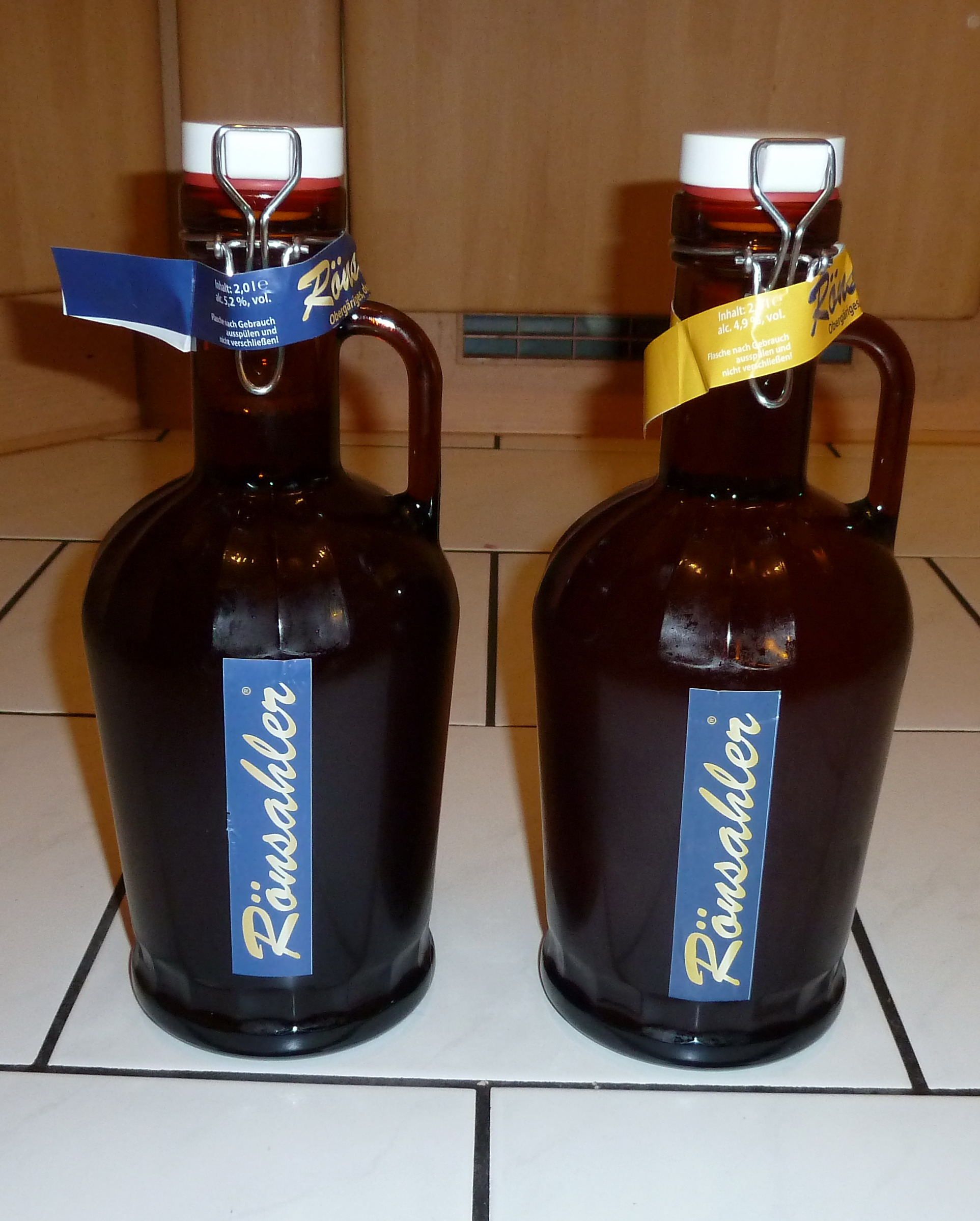
2 Liter Biersiphons der Sorten Dunkel und Hell

Die Brauerei hat ein Sudwerk, das im Jahr 1917 hergestellt und als Leihgabe der Stadt Dortmund dem Verein zur Verfügung gestellt wurde. Dieses Sudwerk wurde 2011 in neuem Design von der Brauerei in Betrieb genommen. Im ehemaligen Spritkeller der Brennerei wurden der Gärkeller und das Kühlhaus untergebracht. 2011 begann die Herstellung von Bier.
In der Brauerei kann sowohl unter- wie obergäriges Bier hergestellt werden. Es wird das obergärige helle und dunkle „Rönsahler Landbier“ produziert. Die Brauerei wird als eigenständige Rönsahler Brauerei GmbH betrieben.
Rönsahler Landbier wird in Biersiphons mit 2 l, als Bauchfass (Pittermännchen) mit 10 l und Bauchfass mit 30 oder 50 l vertrieben.